# Isaac Rousseau
Pour les articles homonymes, voir Rousseau.
Isaac Rousseau, né à Genève en 1672 et mort à Nyon en 1747, est un maître-horloger comme son père et son grand-père, et le père de Jean-Jacques Rousseau.

## Biographie
Isaac Rousseau est le fils de Suzanne Cartier (1645-1705) et du maître horloger David Rousseau (1641-1738), lui-même issu de l'horloger Jean Rousseau (1606-1684) et Lydie Mussard (1613-1678). 
Il avait onze frères et sœurs. L'une de ses sœurs, Clermonde Rousseau (1674-1747) a épousé Antoine Fazy (1681-1731), le fils de Daniel Fazy, réfugié huguenot venu de Saint-Véran, dans le Queyras, qui a créé à Genève la première fabrique d'indiennes de coton, relançant l'histoire des indiennes de coton en Europe. 
Il a épousé Suzanne Bernard (Genève, 1673 - Genève, 1712), elle-même fille d'un horloger nommé Jacques Bernard. Mais Suzanne meurt le 7 juillet 1712, neuf jours après la naissance de Jean-Jacques.
Isaac Rousseau était un homme instruit, patriote, qui semble s'être attaché à son fils cadet et avoir pris soin de son éducation pendant ses dix premières années, mais se montra par la suite plus négligent. En 1722, il s'exila de Genève à la suite d'une querelle qui risquait de lui valoir la prison et laissa Jean-Jacques Rousseau à la garde de son beau-frère, Gabriel Bernard. Il s'installe un peu au nord-est à Nyon, se remarie en 1726 et ne s'occupera plus guère de lui. 
Il devient ensuite l'un des horlogers genevois établis en Turquie et fut nommé régleur des pendules du Palais de Topkapi, fonction importante, puisque ces horloges étaient destinées à donner l’heure exacte des prières. Dès la fin du XVIe siècle avait commencé un réel commerce entre les horlogers suisses et la Turquie, par l’intermédiaire des Français, dans le quartier de Galata, alors réservé aux occidentaux depuis François Ier.
Alors qu'il était encore veuf, dans les années 1720, Isaac Rousseau ne sembla pas s'inquiéter beaucoup d'une fugue de son fils aîné. Il renouvelle alors la négligence dont il avait fait preuve à l'égard de son fils aîné, François Rousseau et ne fera guère "plus d'efforts pour le retenir" les très rares fois où ils se reverront (en juillet 1730, juin 1732, juillet 1737 et septembre 1744, selon les "Confessions"). Jean-Jacques Rousseau affirma cependant qu'il fut élevé mieux que « les enfants des rois ».